# Saori Haruguchi
Saori Haruguchi (春口 沙緒里, Haruguchi Saori, Onojo, Fukuoka, 20 de gener de 1987) és una nedadora japonesa, especialitzada en les disciplines de papallona i estils. Va representar la seva el Japó als Jocs Olímpics d'estiu de 2008 que es van celebar a Pequín, col·locant-se entre les 30 millors nedadores en els 400 metres combinats individuals. El mateix any, Haruguchi es va convertir en la primera campiona de natació de la història de la universitat, quan va assolir un rècord de competició d'1:52.39, guanyant el títol de papallona de 200 metres al Campionat de Natació i Busseig de la Divisió I de la NCAA a Columbus, Ohio. És membre de l'equip de natació d'Oregon State Beavers i està llicenciada en desenvolupament humà i ciències familiars a la Universitat Estatal d'Oregon a Corvallis.
Haruguchi va competir només en els 400 metres combinats individuals femenins als Jocs Olímpics d'estiu de 2008, a Pequín. Per poder accedir als Jocs, havia superat el temps mínim de la FINA, que era de 4:38.94, i va aconseguir una sorprenent victòria sobre la seva rival Maiko Fujino. D'aquesta manera va ingressar a la selecció japonesa per a les proves olímpiques de Tòquio. Competint contra algunes nedadores notables a la quarta fase, inclosa la de la nació amfitriona, la xinesa Li Xuanxu, la millor aspirant a la medalla Stephanie Rice d'Austràlia i la tres vegades medallista olímpica Kirsty Coventry, de Zimbabwe, Haruguchi va dominar la primera llargada de papallona però, tot i que va perdre avantatge en el darrer gir, va aconseguir aguantar la setena posició sobre la canadenca Alexa Komarnycky, amb un avantatge d'1,66 segons. El temps preliminar de Haruguchi de 4:45.22 no va ser suficient per classificar-se per a la final entre les vuit primeres, i va acabar vint-i-setena de la general d'una llista de trenta-vuit participants.